# Плесковка
Пле́сковка (рос. Плесковка) — село складі Наровчатського району Пензенської області, Росія.
Населення — 252 особи (2010; 270 у 2002).
Національний склад станом на 2002 рік:
- росіяни — 100 %